# Pont de pierre de Carbonne
Pour les articles homonymes, voir Pont de Carbonne.
Le pont de Carbonne, également appelé localement pont de pierre est un pont routier en maçonnerie. Il franchit la Garonne à Carbonne, dans le département de la Haute-Garonne, en région Occitanie.

## Situation
Ce pont est implanté au sud de la ville et supporte la route départementale 627. De 1907 à 1938, la ligne ferroviaire de Carbonne au Mas-d'Azil à voie métrique l'empruntait également pour le Tacot du Volvestre.
Il permet aussi de desservir la vallée de l'Arize et le Volvestre. 

## Histoire
Le pont a été construit non sans difficultés de 1765 à 1780 sous la maîtrise d'œuvre de l'architecte toulousain Joseph-Marie de Saget (1725-1782). Les premières pierres ont été extraites des carrières de Cabardos à Boussens et apportées par radeaux sur la Garonne, puis ce furent des pierres rousses de la carrière de grès de Furnes dans les Petites Pyrénées, convoyées par chars à bœufs avant d'être transbordées sur les radeaux.
Inauguré en juillet 2017, le Sentier de grande randonnée 861 Via Garona l'emprunte, il relie Toulouse à Saint-Bertrand-de-Comminges en suivant le fleuve.

## Caractéristiques
C'est un pont droit élevé sur trois voûtes en anse de panier.
- Hauteur : 9 m ;
- Longueur totale : 180 mètres ;
- Portée principale : 33,90 m ;
- Nombre d'arches : 3.